# Bohuslav Havránek
Bohuslav Havránek (ur. 30 stycznia 1893 w Pradze, zm. 2 marca 1978 tamże) – czeski językoznawca, slawista oraz leksykograf, profesor Uniwersytetu Karola w Pradze.

## Życiorys
W latach 1912–1916 studiował historię sztuki, estetykę, język czeski i łacinę na Wydziale Filozoficznym Uniwersytetu Karola. W 1917 r. uzyskał PhDr.; od 1928 docent; w latach 1929–1934 profesor nadzwyczajny, od 1934 profesor zwyczajny językoznawstwa slawistycznego na Wydziale Filozoficznym Uniwersytetu Masaryka w Brnie. Od 1939 dziekan tegoż wydziału. Od 1945 r. pracował na Uniwersytecie Karola.
Do jego zainteresowań naukowych należały: związki słowiańskich dialektów i języków standardowych, rozwój języków południowosłowiańskich w ramach ligi bałkańskiej, badanie języka czeskiego (dialektologia i ewolucja historyczna), problematyka kultury językowej, leksykologia, terminologia, językoznawstwo ogólne, historia językoznawstwa.
W teorii języka literackiego jako pierwszy zaproponował rozróżnienie między normą językową (zespołem środków językowych) a kodyfikacją (usankcjonowaniem normy). Poświęcał uwagę demokratyzacji i wariantywności stylistycznej języka literackiego. Po śmierci V. Mathesiusa stał się przewodniczącym Praskiego Koła Lingwistycznego i jednym z jego najwybitniejszych przedstawicieli.
Członek Czechosłowackiej Akademii Nauk i zagranicznych akademii naukowych. Współredaktor słowników języka czeskiego. Redaktor czasopism językoznawczych i slawistycznych, w tym „Slovo a slovesnost” i „Slavia”. Wydawał prace Jana Mukařovskiego. W 1973 przyznano mu tytuł doktora honoris causa Uniwersytetu Jagiellońskiego.

## Wybrana twórczość
- Genera verbi v slovanských jazycích I, 1926
- Linguistika obecná, indoevropská, slovanská a česká, 1930
- Genera verbi v slovanských jazycích II, 1937
- Staročeská literatura v hlaholském písemnictví charvatském; Expanse spisovné češtiny od 14. do 16. století, 1939
- Strukturalismus – Strukturální estetika – Strukturální linguistika – Strukturální věda o literatuře, 1940
- O básnickém jazyce, 1947
- Česká mluvnice – základní jazyková příručka, 1951 (współautorstwo)
- Stručná mluvnice česká pro střední školu, 1952 (współautorstwo)